# Pedaliodes dejecta
Pedaliodes dejecta är en fjärilsart som beskrevs av Bates 1865. Pedaliodes dejecta ingår i släktet Pedaliodes och familjen praktfjärilar. Inga underarter finns listade i Catalogue of Life.